# George Stambolian
George Stambolian (* 10. April 1938 in Bridgeport, Connecticut, USA; † 22. Dezember 1991 in New York City, USA) war ein US-amerikanischer Herausgeber schwuler Literatur, Journalist und Hochschullehrer.

## Leben und Wirken
Stambolian wurde als Sohn armenischer Einwanderer in den USA geboren. Er studierte zunächst am Dartmouth College, später an der Universität von Wisconsin Französische Philologie und Theaterwissenschaften. 1969 erfolgte seine Promotion über Marcel Proust.
Von 1966 bis 1991 war er als Professor für Französische Philologie und Theaterwissenschaften am Wellesley College tätig.
Er starb im Alter von 53 Jahren in New York City an den Folgen von Aids.

## Herausgeberschaft
Stambolian schrieb für diverse Magazine, so für The Advocate, Christopher Street und The New York Native.
Er gilt als Pionier schwuler Literatur in den USA in den 1960er und 1970er Jahren sowie der armenischen Community in den USA.
1991 erhielt er den Lambda Literary Award in der Sparte „Gay men’s anthology“ für den Band Men On Men 3.
1992 wurde er zu einer Figur eines Romans von Armistead Maupin.

## Werk (Auswahl)
- Twentieth Century French Fiction: Essays for Germaine Brée (Herausgeber), 1975
- Homosexualities and French Literature (Herausgeber), 1979
- Male Fantasies/Gay Realities, Interviewbuch (Herausgeber), 1984
- Men on men: best new fiction, Anthologie schwuler Belletristik (Herausgeber), 1986
- In my fathers car, Anthologie schwuler Texte Amerikaner armenischer Abstammung (Herausgeber), 1990